# タスケ
株式会社タスケ(英: tasuke co.,ltd.)は携帯情報端末を利用した情報提供サービスやコンシューマーゲームの開発、化粧品・健康食品など美容関連商品の企画販売を行う日本の企業。
2010年代後期以降は美容関連商品の販売が主業務となっている。

## 製品

### 携帯ゲーム
- めざせ!甲子園オンライン
- めざせ!プロ野球オンライン
- 艦隊決戦
- エグザムライ戦国

### ゲームボーイアドバンス
- めざせ!甲子園

### ニンテンドーDS
- テーブルゲームスピリッツ
- テーブルゲームスピリッツ2
- テーブルゲームSPIRITS Victory
- 1500 DS SPIRITS 
  - Vol.1 麻雀
  - Vol.2 将棋
  - Vol.3 ブロック崩し
  - Vol.4 リバーシ
  - Vol.5 花札
  - Vol.6 トランプ
  - Vol.7 チェス
  - Vol.8 ダーツ
  - Vol.9 2人打ち麻雀
  - Vol.10 囲碁
- 1500DS Spirits 麻雀V
- 1500DS Spirits 将棋V
- めざせ!甲子園
- 戦国Spirits 主君伝
- 戦国Spirits 軍師伝
- 戦国Spirits 猛将伝

### ニンテンドーDSiウェア
- at スポーツ!プロ野球2010
- at スポーツ!甲子園2010
- at エンタ!対戦将棋2
- at エンタ!対戦麻雀2
- at エンタ!ブロック崩し
- at エンタ!対戦囲碁
- at エンタ!対戦リバーシ
- at エンタ!対戦花札 こいこい合戦
- 200V麻雀 チャレンジスピリッツ
- at将棋 チャレンジスピリッツ
- atチェス チャレンジスピリッツ
- at 漢字熟語ゲーム～漢熟検監修～
- 電卓+TCG用ツール デュエル電卓カスタム